# Эсмарх, Карл
Карл Бернхард Иероним Эсмарх (нем. Karl Bernhard Hieronymus Esmarch; 3 декабря  1824, Сённерборг, герцогство Шлезвиг — 22 июня 1887, Прага) — немецкий юрист, профессор римского права в Краковском, позже в Пражском университетах, поэт и переводчик.

## Биография
Родился в семье пастора, выходца из Шлезвиг-Гольштейна. Изучал право в университете Бонна и Гейдельбергском университете.
В 1845 году вернулся в Шлезвиг-Гольштейн, служил там в Верховном суде. После получения степени доктора, добровольно вступил в армию, участвовал в датско-прусской войне (1848—1850) против Дании.
В 1854 году Эсмарх получил назначение на должность преподавателя Краковского университета, с 1855 —одинарный профессор римского права. С 1857 преподавал в Карловом университете в Праге.
Из его научных работ наиболее известны:
- «Römische Rechtsgeschichte» (2 изд., Кассель, 1877—80),
- «Grundsötze des Pandektenrechts» (Вена, 1859—60),
- «Vacuae possessionis traditio» (Прага, 1872)
- «Pandekten-Exegeticum» (1875).

Под псевдонимом Карл фон Альсен напечатал несколько эпических поэм, в том числе:
- «Der Sieg bei Bornhöved» (Киль, 1847);
- «Der Hort der Dichtung» (Лейпциг, 1853),
- «Aus alten und neuen Tagen» (Бонн, 1860),
- «Knud Laward» (Гамбург, 1865) и несколько стихотворных переводов со шведского и древнескандинавского языков.